# Mariano Campos
Mariano Campos Torregrosa (Valencia, c., 1895 - Villar de Chinchilla, 7 de septiembre de 1936) fue un masón y político republicano español, asesinado por un grupo falangista poco después de iniciarse la Guerra Civil.

## Biografía
Mariano Campos fue un activo masón. Se inició en la logia Patria Nueva número 4 de Valencia en 1925; en ella fue Secretario en 1934. Al mismo tiempo fue miembro de la logia Paz y Justicia número 65, también de Valencia, como caballero Rosacruz y llegó a Gran Guarda del Templo (1926 - 1933) y Gran Secretario (1935) de la Gran Logia Regional de Levante. En el terreno político estuvo vinculado al denominado blasquismo, integrado en el Partido de Unión Republicana Autonomista (PURA), al menos hasta el final del reinado de Alfonso XIII. Durante estos años participó en todos los movimientos republicanos, incluida la Sanjuanada de 1926 y los movimientos de derribo de la dictadura de Primo de Rivera en 1929, lo que le llevó a la cárcel.
Establecida la República en 1931, abandonó el blasquismo para integrarse en el Partido Republicano Radical Socialista (PRRS) de la mano de Marcelino Domingo. Durante este tiempo fue gobernador civil de la provincia de Soria (noviembre de 1932 - febrero de 1933), Jaén (febrero - agosto de 1933) y Álava (agosto - septiembre de 1933). Con la desintegración del PRRS en 1934 se incorporó a Izquierda Republicana (IR), siendo nombrado gobernador civil de nuevo, entonces en la provincia de Valladolid, desde febrero a junio de 1936, tras la victoria del Frente Popular en las elecciones de ese año. De su puesto como gobernador en Valladolid fue destituido al no ser capaz de controlar las acciones de violencia que se sucedían, en especial en la capital, entre falangistas y miembros del Frente Popular, sustituyéndole Luis Lavín Gautier.
Al tiempo del golpe de Estado que dio lugar a la Guerra Civil, Mariano Campos se encontraba en Valencia y fue nombrado por el gobierno republicano Delegado del mismo en Albacete, Murcia y Almería. Poco después de tomar posesión y mientras viajaba de Murcia a Valencia en tren, fue asesinado por un grupo de falangistas en lo que se conocía entonces como «paqueo», acciones armadas aisladas de grupos de apoyo a los sublevados que se encontraban en zona bajo la autoridad del gobierno republicano. Fue enterrado en la ciudad de Valencia en una manifestación multitudinaria a la que acudieron el alcalde de la ciudad, José Cano Coloma, varios diputados de Izquierda Republicana y de otros partidos del Frente Popular, así como los generales Miaja, Mariano Gamir y Eduardo Cavanna. Catorce años después de su asesinato, el Tribunal para la Represión de la Masonería y el Comunismo abrió diligencias para depurar responsabilidades por pertenencia a la masonería de Mariano Campos, expediente que fue archivado al presentar la familia el certificado de defunción. Los responsables nunca fueron detenidos ni juzgados.